# Frank S. Nugent
Pour les articles homonymes, voir Nugent.
Frank S. Nugent (né le 27 mai 1908 à New York et mort le 30 décembre 1965 à Los Angeles) est un scénariste américain.

## Biographie
Frank S. Nugent fut le scénariste privilégié (et gendre) de John Ford après la Seconde Guerre mondiale et permit à l'œuvre de Ford de prendre une nouvelle orientation vers un cinéma plus simple et naturel.

## Filmographie
- 1948 : Le Massacre de Fort Apache (Fort Apache) de John Ford
- 1948 : Le Fils du désert (Three Godfathers) de John Ford
- 1949 : La Charge héroïque (She Wore A Yellow Ribbon) de John Ford
- 1949 : Tulsa de Stuart Heisler
- 1950 : Le Convoi des braves (Wagon Master) de John Ford
- 1950 : Deux drapeaux à l’ouest (Two Flags West) de Robert Wise
- 1952 : L'Homme tranquille (The Quiet Man) de John Ford
- 1953 : Un si doux visage (Angel Face) d'Otto Preminger
- 1953 : Les Bérets rouges (The Red Berets) de Terence Young
- 1954 : Trouble in the Glen de Herbert Wilcox
- 1954 : La Ruée sanglante (They Rode West) de Phil Karlson
- 1955 : Permission jusqu'à l'aube (Mister Roberts) de John Ford
- 1955 : Les Implacables (The Tall men) de Raoul Walsh
- 1956 : La Prisonnière du désert (The Searchers) de John Ford
- 1957 : Quand se lève la lune (The Rising of the Moon) de John Ford
- 1958 : Le Salaire de la violence (Gunman's Walk) de Phil Karlson
- 1958 : La Dernière Fanfare (The Last Hurrah) de John Ford
- 1959 : Aux frontières des Indes (North West Frontier) de Jack Lee Thompson
- 1961 : Les Deux Cavaliers (Two Rode Together) de John Ford
- 1963 : La Taverne de l'Irlandais (Donovan's Reef) de John Ford
- 1966 : Le Trésor de Phantom Hill (Incident at Phantom Hill) d'Earl Bellamy